# Roman Blahník

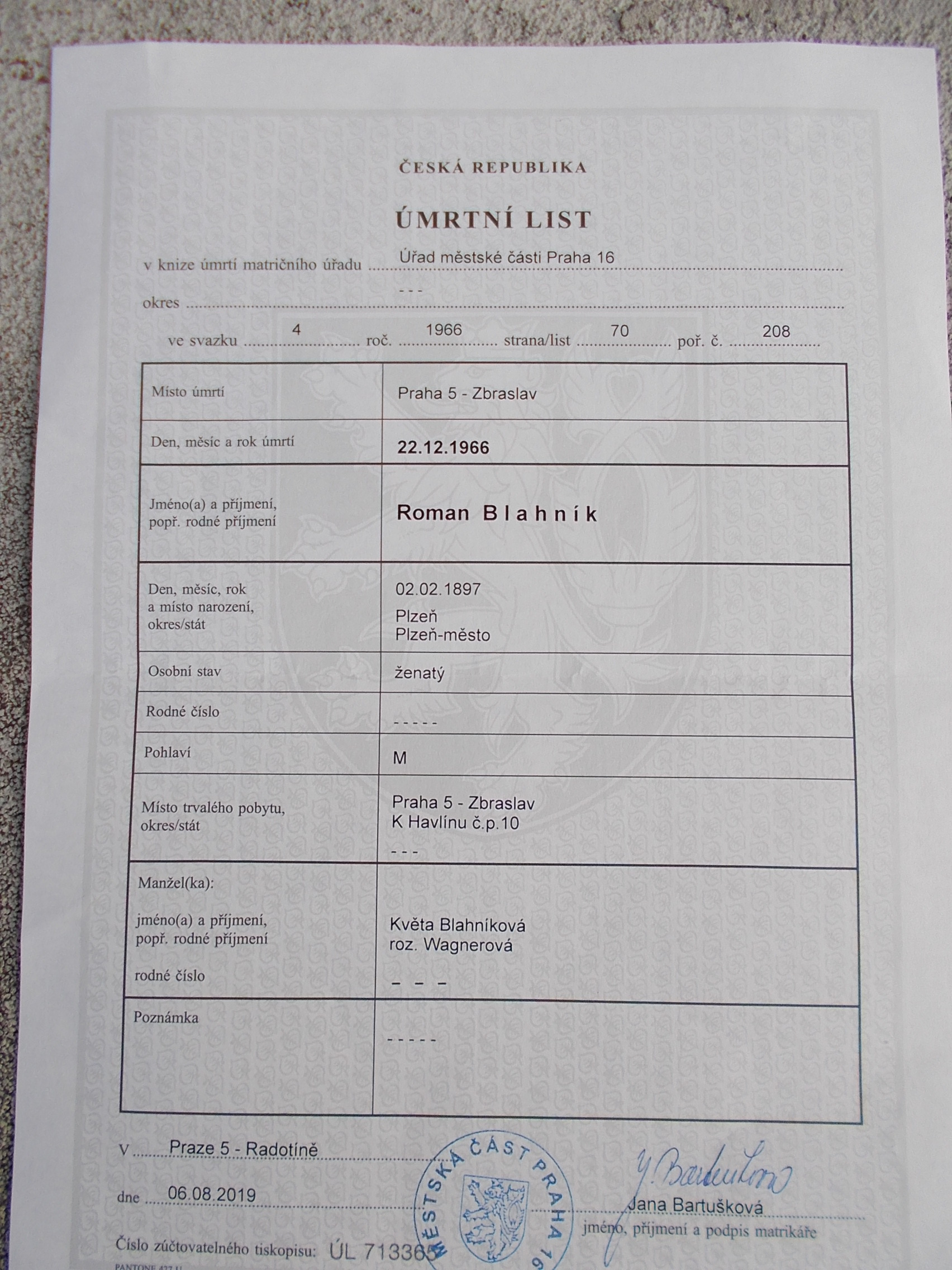
Úmrtní list Romana Blahníka

Roman Blahník (2. února 1897 Plzeň – 22. prosince 1966 Zbraslav) byl český hudební skladatel, klavírista a kapelník.

## Život
Studoval nejprve reálku v Plzni, kde se soukromě učil hře na klavír u Stanislava Sudy. V letech 1913 až 1915 studoval hru na varhany u Josefa Kličky na Pražské konzervatoři. Za první světové války působil u vojenské hudby v Maďarsku jako harfenista a harmonikář. Poté absolvoval kompoziční oddělení Pražské konzervatoře u Josefa Bohuslava Foerstera (1921). Dále soukromě studoval hru na klavír u Jana Heřmana a skladbu u Josefa Suka a Jaroslava Řídkého. V letech 1921 až 1922 byl korepetitorem divadla v Plzni. S kvartetem podnikl turné do Egypta a Španělska. Působil jako pianista a kapelník orchestrů v nočních podnicích, pro něž také komponoval taneční hudbu. Od druhé poloviny 30. let 20. století se začal věnovat převážně tvorbě operet, z nichž trvalejšího úspěchu dosáhla Maskovaná milenka a filmové hudby, v níž se objevila též řada zdařilých tanečních písní. V oblasti vážné hudby vynikla jeho suita V přírodě (1934), provedená v Praze (1943), Bukurešti, Oslo a Mnichově. V soutěži pařížské televize a rozhlasu byla v roce 1956 oceněna jeho skladba Legenda 56. Složil též dva balety (Petrklíče, Nagaiana) a jednu operu Bratrstvo.

## Dílo

### Orchestrální skladby
- Furiant, op. 23
- V přírodě (1934)
- Rapsodie pro klavír a orchestr
- Lidový tanec
- Neporažená armáda – hudba k filmu
- Orientální suita
- Tanec s dýkou
- Legenda 56

### Operety
- Gentleman Johny aneb Bílý kavalír; slova Saša Razov a Karel Hrnčíř (1938)
- Trh rozmaru; slova Jaroslav Moravec a Karel Hrnčíř
- Luciana
- Nos lorda Gilberta
- Šťastná náhoda; slova Jan Snížek a Josef Chlumecký (1940)
- Maskovaná milenka; opereta ve 3 dějstvích na vlastní libreto (1946)

### Jiná hudebně dramatická díla
- Petrklíče; balet podle stejnojmenné básně Svatopluka Čecha (1951)
- Bratrstvo; opera na vlastní libreto podle stejnojmenného románu Aloise Jiráska (1951–52)
- Nagaiana; balet (1956)

### Hudba k filmům
- Panenství (1937)
- Mravnost nade vše (1937)
- Pán a sluha (1938)
- Neporažená armáda (spoluautor Karel Hašler, 1938)
- Dědečkem proti své vůli (1939)
- Cesta do hlubin študákovy duše (1939)
- Poznej svého muže (1940)
- Tetička (1941)
- Noční motýl (užito též hudby Johanna Strausse (1941)
- Ryba na suchu (1942)
- Tanečnice (1943)

### Taneční skladby
- To se jenom zdá, tango, slova Jan Pakosta (1934)
- Když jsem s tebou tak sám, tango, slova Karel Hrnčíř (1935)
- Dva kohouti na jednom smetišti, slow–fox, slova Karel Hrnčíř (1935)
- Proč mám jen toužit, píseň a waltz, slova Karel Hrnčíř (1936)
- Čím, čím, čím, foxtrot, slova Karel Hrnčíř (1936), z operety Gentleman Johny
- Můj rodný kraj (Píseň domoviny), slova Karel Hrnčíř (1936), z operety Gentleman Johny
- To se nedělá, polka, slova Jarka Mottl a M. Vodička (1937)
- Sejdem se dnes ve 3/4 5, foxtrot, slova Antonín Čejka (1937)
- Jak říci vám, tango, slova Daisy Jelenová (1938)
- Tři schody nahoru, tři schody dolů, fox–polka, slova V. Sýkora (1939)
- Než půjdeš spát, slowfox, slova Miroslav Zikán
- Velký zázrak, foxtrot, slova Karel Kozel
- Nejkrásnější noc, slowfox, slova Miroslav Zikán